# Save Your Love (Tracie Spencer)
Save Your Love var den första singeln från Tracie Spencers andra album, Make the Difference. Singeln kom 1990. Den skrevs av Kenny Harris och är en upptempolåt.

## Listplaceringar
Save Your Love nådde #7 på listan "R&B/Hip-Hop Singles & Tracks", och blev Tracie Spencers första hit i top 10 på den listan (då hennes största hitlåt).